# مگس‌گیر سینه‌زیتونی
مگس‌گیر سینه‌زیتونی (نام علمی: Miophobus cryptoxanthus) گونه‌ای از پرندگان تیرهٔ ژیان‌مرغان (Tyrannidae) است که در اکوادور و پرو یافت می‌شود.